# クロウミツバメ
クロウミツバメ（黒海燕、学名Hydrobates matsudairae）は、ミズナギドリ目ウミツバメ科オーストンウミツバメ属に分類される鳥。

## 分布
インド洋、西太平洋
日本（南硫黄島）で繁殖し、非繁殖期はケニア沖やフィリピン沖へ南下する。2009年現在、繁殖地は南硫黄島しか確認されていない。

## 形態
全長22.5-25cm。翼開張56cm。尾羽はアルファベットの「V」字状で、やや深い切れこみが入る。全身は黒褐色の羽毛で覆われる。翼は長く幅広い。大雨覆は淡褐色で、飛翔時には逆「ハ」字状の斑紋（翼帯）に見える。初列風切の羽軸は白い。
嘴や後肢の色彩は黒い。

## 分類
本種は以前はウミツバメ属（Oceanodroma）に分類されていたが、近年の研究成果に基づき 現在はオーストンウミツバメ属（Hydrobates）に分類されている。

## 生態
海洋に生息する。翼を水平に広げ、羽ばたきと滑翔を交えながら飛翔する。
食性は動物食で、魚類、甲殻類、軟体動物などを食べる。水面付近を飛翔しながら獲物を捕食する。
繁殖形態は卵生。3-4月に地面に掘った穴に1回に1個の卵を産む。

### 南硫黄島での繁殖状況
現在クロウミツバメの繁殖が確認されているのは全世界で南硫黄島のみである。南硫黄島では1982年6月の調査時に繁殖が初めて確認された。この時の調査では、標高916メートルある南硫黄島の中で、標高約750メートル以上の樹林帯で巣穴が発見され、南硫黄島の標高が高い地域で繁殖しているものと考えられた。
南硫黄島では2007年6月に再び総合調査が行われ、やはり標高約700メートル以上の樹林帯で繁殖していることが確認された。クロウミツバメは地面に穴を掘って営巣するため、土壌が発達している地域しか営巣することが出来ない。そのため島の周囲が海食崖による断崖絶壁になっているなど、土壌の発達が悪い南硫黄島の標高の低い地域では営巣せず、標高が高い地域で営巣しているものと考えられる。2007年の調査では推定数万つがいという数多くのクロウミツバメが南硫黄島で繁殖していることが確認されている。

## 人間との関係
種小名matsudairaeや英名の頭に付いているMatsudaira'sは、本種の発見者であり鳥類標本の収集家であった明治時代の華族、松平頼孝子爵に献名されたものである。ウミツバメの仲間は凪の間、海面に浮いている生物などを採餌するが、彼はこの性質を利用し、伊豆諸島沖で船上から大量のイワシ油を撒いて人工的に凪の状態をつくり、採餌のため寄ってきた鳥たちを捕獲していて本種を発見した。
航行中の船舶の後方を追いかけて飛翔することもある。
ゴミの誤飲や海洋汚染などにより生息数の減少が懸念されている。第二次世界大戦前には北硫黄島でも繁殖が確認されていたが、その後繁殖が確認されていないため現在も繁殖しているかは不明。北硫黄島にはクマネズミが侵入してしまっているため卵や幼鳥が捕食され生息数が減少、もしくは繁殖地として壊滅したと考えられている。
- 準絶滅危惧（NT）（環境省レッドリスト）[8]